# Пожар на АС-31

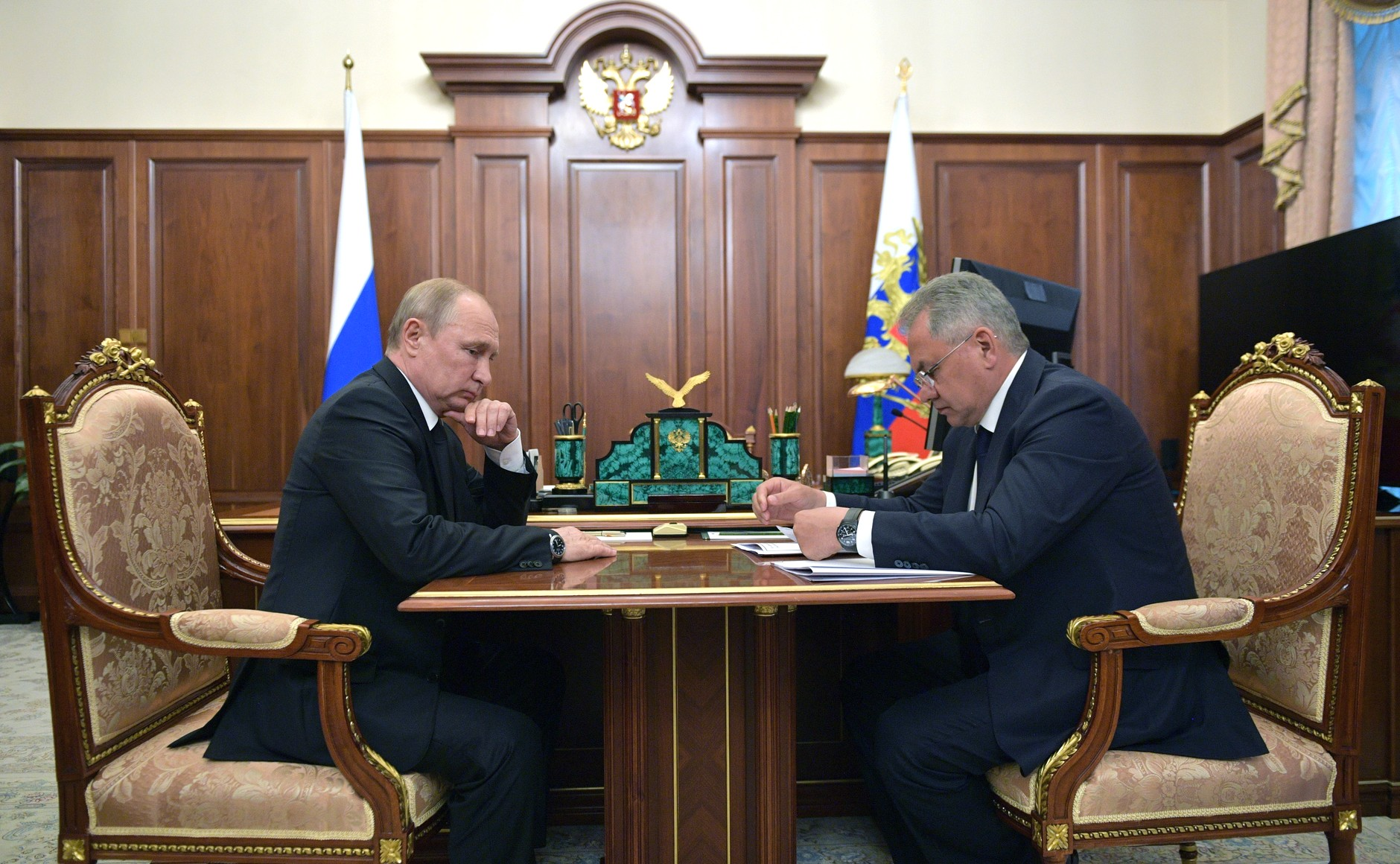
Министр обороны докладывает Верховному Главнокомандующему об аварии на подлодке. Москва, Кремль, 2 июля 2019 года

1 июля 2019 года на атомной глубоководной станции АС-31 «Лошарик», находившейся на полигоне боевой подготовки Северного флота в районе Кольского залива Баренцева моря, произошло возгорание. При пожаре погибли 14 моряков-подводников.

## Обстоятельства происшествия
Согласно сообщению Министерства обороны от 2 июля 2019 года, пожар на научно-исследовательском глубоководном аппарате, предназначенном для изучения дна и придонного пространства мирового океана, произошёл 1 июля 2019 года в ходе проведения батиметрических измерений. При пожаре погибли 14 моряков-подводников — согласно сообщению — в результате отравления продуктами горения.

Благодаря своевременным, самоотверженным и грамотным действиям подводники ценой своих жизней ликвидировали очаг возгорания, спасли своих товарищей и глубоководный аппарат.— Министерство обороны Российской Федерации
По сообщению информационного агентства «СеверПост», на момент аварии 1 июля 2019 года носителем АС являлась АПЛ «Подмосковье».
По словам министра обороны генерала армии Сергея Шойгу, возгорание произошло в аккумуляторном отсеке. Ядерная энергетическая установка не пострадала, а саму подлодку отремонтируют в кратчайшие сроки.
Расследованием происшествия занимается оперативно-следственная группа в составе сотрудников из Департамента военной контрразведки ФСБ и Главного военного следственного управления СКР.
Согласно более поздним сообщениям, на глубоководном аппарате были установлены аккумуляторы нового для подводного флота типа — литий-ионные. Дым в аккумуляторном отсеке появился во время стыковки с лодкой-носителем. По приказу командира глубоководного аппарата часть экипажа через шлюзовое устройство перешла на носитель, а оставшиеся были задействованы в борьбе за живучесть корабля. В один из моментов, когда люк между двумя кораблями был загерметизирован, а оставшаяся часть экипажа, израсходовав все средства пожаротушения и все изолирующие дыхательные средства, возможно, готовилась к эвакуации, произошёл взрыв — как впоследствии установили эксперты — взорвалась аккумуляторная батарея.

## Список погибших
Список погибших:
1. Герой Российской Федерации, капитан первого ранга Денис Владимирович Долонский;
2. Герой Российской Федерации, капитан первого ранга Николай Иванович Филин;
3. Капитан первого ранга Владимир Леонидович Абанкин;
4. Герой Российской Федерации, Капитан первого ранга Андрей Владимирович Воскресенский;
5. Капитан первого ранга Константин Анатольевич Иванов;
6. Герой Российской Федерации, капитан первого ранга Денис Александрович Опарин;
7. Герой Российской Федерации, капитан первого ранга Константин Юрьевич Сомов;
8. Капитан второго ранга Александр Валерьевич Авдонин;
9. Капитан второго ранга Сергей Петрович Данильченко;
10. Герой Российской Федерации, капитан второго ранга Дмитрий Александрович Соловьёв;
11. Подполковник медицинской службы Александр Сергеевич Васильев;
12. Капитан третьего ранга Виктор Сергеевич Кузьмин;
13. Капитан третьего ранга Владимир Геннадьевич Сухиничев;
14. Капитан-лейтенант Михаил Игоревич Дубков.

Все погибшие были приписаны к войсковой части 45707 в Петергофе.

## Память

Братская могила на Серафимовском кладбище

Указом президента РФ о посмертных званиях и наградах погибшим звание Героя Российской Федерации присвоено А. В. Воскресенскому, Д. А. Опарину, Д. А. Соловьёву и К. Ю. Сомову. Орденом Мужества награждены В. Л. Абанкин, А. В. Авдонин, А. С. Васильев, С. П. Данильченко, Д. В. Долонский, М. И. Дубков, К. А. Иванов, В. С. Кузьмин, В. Г. Сухиничев и Н. И. Филин.
Имена погибших будут увековечены в Кронштадтском Морском соборе.
Погребение прошло 6 июля 2019 года в Санкт-Петербурге на Серафимовском кладбище. В гражданской панихиде приняли участие замминистра обороны генерал-полковник Андрей Картаполов, командующий войсками Западного военного округа генерал-полковник Александр Журавлёв, командующий ВМФ адмирал Николай Евменов, врио губернатора Петербурга Александр Беглов и председатель городского Законодательного собрания Вячеслав Макаров.
Скверу в Сосновом Бору присвоено имя А. Воскресенского.